# 西岡武夫
西岡武夫（日语：西岡 武夫，1936年2月12日—2011年11月5日）是日本的政治家。

## 生平
曾担任参议院议员（2期）、参议院议长（第28任）。历任众议院议员（11期）、新自由俱乐部干事长。文部大臣（第111、112任）、自由民主党总务会长、新进党干事长、自由党参议院议员会长参议院议院运营委员会会长。

## 家庭
- 父亲：西岡竹次郎
- 母亲：西岡春（西岡ハル）
- 从兄：倉成正
- 从甥：倉成正和